# Fondo Social Europeo
El Fondo Social Europeo (FSE) es el principal instrumento financiero de la Comisión Europea para fomentar el empleo en los Estados miembros y promover una mayor cohesión económica y social. El gasto del FSE representa aproximadamente el 10% del presupuesto total de la UE.
El FSE forma parte de los Fondos Estructurales de la Unión Europea, cuya financiación se destina a mejorar la cohesión social y el bienestar económico en todas las regiones de la Unión. Los Fondos Estructurales son instrumentos financieros de redistribución que contribuyen a mejorar la cohesión dentro de Europa, ya que concentran el gasto en las regiones menos desarrolladas. Concretamente, las ayudas del FSE pretenden respaldar la creación de un mayor número de puestos de trabajo y la mejora de las condiciones laborales dentro de la UE. Para ello, el fondo cofinancia proyectos nacionales, regionales y locales que mejoran los niveles de empleo, la calidad de los trabajos y las posibilidades de integración en el mercado laboral en los Estados miembros y sus regiones. 

## Historia
El Fondo Social Europeo nació con la constitución del Tratado de Roma en 1957: es el Fondo Estructural de mayor antigüedad. Si bien el FSE siempre ha tenido como objetivo prioritario aumentar la tasa de empleo, con los años ha adaptado su enfoque para abordar nuevos retos. En los primeros años de la posguerra, se concentró en gestionar la migración de los trabajadores dentro de Europa; más adelante, pasó a luchar contra el desempleo entre los más jóvenes y los trabajadores menos cualificados. En el período de financiación actual (2007-2013), las ayudas del FSE no solo se destinan a los sectores de la población con más dificultades para encontrar trabajo (como las mujeres, los jóvenes, los trabajadores de mayor edad, los inmigrantes y los discapacitados), sino que el fondo también está contribuyendo a la adaptación al cambio de empresas y trabajadores. Para ello, apoya la innovación en el lugar de trabajo, el aprendizaje permanente y la movilidad de los trabajadores.

## Lugar que ocupa el FSE en las políticas y estrategias europeas
La estrategia fundamental de la Unión Europea se encuentra recogida en la Estrategia UE2020, que sustituye a la Agenda de Lisboa. Su objetivo era que en 2010 Europa se hubiera convertido en la economía basada en el conocimiento más dinámica y competitiva del mundo, con un crecimiento económico sostenible, más y mejores puestos de trabajo, y una mayor cohesión social y respeto del medio ambiente. Los objetivos de la Agenda de Lisboa determinan las prioridades del FSE.
Muchos instrumentos financieros y políticos europeos contribuyen al cumplimiento de la Agenda de Lisboa. Entre ellos, se encuentra la política de cohesión, que tiene como objetivo reducir las disparidades económicas y sociales entre los distintos países y regiones de la UE. Para lograrlo, esta política se vale de recursos financieros (Fondos Estructurales) obtenidos del presupuesto de la Unión (incluido el FSE) que respaldan el desarrollo económico y social de las regiones menos desarrolladas. 
En vista de la necesidad de incrementar la competitividad y el empleo, con el telón de fondo de la globalización y el envejecimiento de la población, la Estrategia Europea de Empleo proporciona un marco coordinador para que los Estados miembros de la UE acuerden prioridades y objetivos comunes en el campo del empleo. Estas prioridades comunes se recogen en las Directrices de Empleo y se incorporan a los distintos Programas Nacionales de Reforma que preparan los Estados miembros. La financiación del FSE ayuda a los Estados miembros con sus Programas Nacionales de Reforma y sus Marcos Estratégicos Nacionales de Referencia (MENR). Estos determinan las principales prioridades de los Estados miembros en el gasto de los Fondos Estructurales europeos que reciben.
La Agenda Social Europea también contribuye a establecer las prioridades en la asignación del FSE. La Agenda Social pretende actualizar el “modelo social europeo” modernizando los mercados laborales y los sistemas de protección social, de modo que trabajadores y empresas puedan beneficiarse de las oportunidades propiciadas por la competencia internacional, los avances tecnológicos y los modelos de cambio de la población, sin dejar de proteger a los sectores más vulnerables de la sociedad. Además, el concepto de flexiguridad contribuye a las iniciativas del FSE actuales. La flexiguridad se puede definir como una estrategia política para mejorar, por un lado, la flexibilidad de los mercados laborales, las organizaciones y las relaciones laborales, y, por otro, la seguridad en el empleo y la retribución. El término flexiguridad abarca un nuevo enfoque del empleo que implica un modelo de “trabajo de por vida” en lugar del modelo de “puesto de por vida” del pasado. Este alienta a los trabajadores a que tomen las riendas de sus trayectorias profesionales a través de la formación permanente, adaptándose al cambio y la movilidad.

## El FSE: definición de la estrategia
El FSE se gestiona a través de ciclos de programación de dos años y medio. La estrategia y el presupuesto del FSE se negocian y deciden entre los Estados miembros de la UE, el Parlamento Europeo y la Comisión Europea. La estrategia define los objetivos de financiación del FSE, que coinciden total o parcialmente con otros fondos estructurales. Los objetivos para el ciclo de financiación actual del FSE son:
1. El objetivo de competitividad regional y empleo: para reforzar la competitividad regional, el empleo y el atractivo para la inversión.
2. El objetivo de convergencia: para estimular el crecimiento y el empleo en las regiones menos desarrolladas. Este objetivo recibe más del 80% de la financiación total del FSE.

La estrategia también establece amplios “ejes de prioridad”: las acciones que son necesarias para lograr los objetivos y que pueden optar a la financiación.

## Modo de asignación de los fondos del FSE
El nivel de financiación con cargo al FSE varía de una región a otra en función de su riqueza relativa. Las regiones de la UE se dividen en cuatro categorías de zonas que pueden recibir financiación en función de su PIB regional per cápita en comparación con la media de la UE (UE de los 25 o de los 15) y dividido entre los dos objetivos.
El objetivo de convergencia incluye:
1. Las regiones de convergencia: con un PIB per cápita inferior al 75% de la media de la Europa de los Veinticinco;
2. Las regiones en régimen de “exclusión gradual”: con un PIB per cápita superior al 75% de la media de la Europa de los Veinticinco, aunque inferior al 75% de la media de la Europa de los Quince.

El objetivo de competitividad regional y empleo incluye:
1. Las regiones en régimen de “inclusión gradual”: con un PIB per cápita inferior al 75% de la media de la Europa de los Quince (durante el período 2000-2006), aunque superior al 75% de la media de la Europa de los Quince (durante el período 2007-2013);
2. Las regiones de competitividad y empleo: se aplica al resto de las regiones europeas.

En las regiones de convergencia, el FSE puede llegar a cofinanciar hasta el 85% del coste total de los proyectos. En las regiones de competitividad y empleo, la cofinanciación suele ser del 50%. En los Estados miembros y regiones más ricos, la financiación del FSE complementa las iniciativas de empleo nacionales existentes, mientras que en los Estados miembros menos ricos, el FSE puede constituir la principal fuente de financiación para las iniciativas en el ámbito del empleo. En el mapa aparecen las regiones que pueden recibir financiación del FSE en la ronda de programación actual (2007-2013)

## Modo de implementación del FSE
Si bien la estrategia se define a escala europea, la puesta en práctica del FSE es responsabilidad de los Estados miembros y regiones de la UE. Una vez que se ha acordado la estrategia y la asignación del presupuesto, se adopta un enfoque común de la programación. Los Estados miembros y sus regiones, junto con la Comisión Europea, planifican Programas Operativos a siete años. Estos Programas Operativos describen los ámbitos de actividad que recibirán financiación, y que pueden ser geográficos o temáticos. 
Los Estados miembros designan las autoridades de gestión del FSE nacionales que se encargan de seleccionar los proyectos, desembolsar los fondos y evaluar el progreso y los resultados de los primeros. También se nombran autoridades de certificación y auditoría para supervisar y garantizar que el gasto cumple la normativa del FSE.

## Proyectos del FSE
El FSE se lleva a la práctica a través de proyectos solicitados o realizados por una gran diversidad de organizaciones del sector público y privado. Entre estas se incluyen administraciones nacionales, regionales y locales; instituciones de enseñanza y formación; organizaciones no gubernamentales (ONG) y voluntariado; agentes sociales, tales como sindicatos y comités de empresa; asociaciones industriales y profesionales; e incluso empresas individuales.

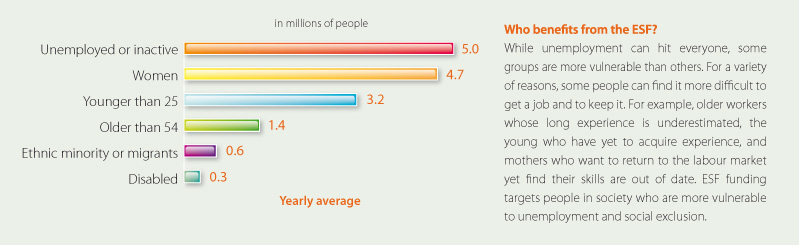

Los beneficiarios de los proyectos del FSE pueden ser muy distintos: trabajadores individuales, grupos de personas, sectores industriales, sindicatos, administraciones públicas o empresas. Uno de los principales grupos a los que se dirigen estas iniciativas son las personas que tienen más dificultades para encontrar trabajo o conservar su puesto, como los desempleados de larga duración y las mujeres. A modo indicativo, se calcula que cada año más de 9 millones de personas pertenecientes a estos grupos vulnerables reciben ayuda a través de la participación en los proyectos del FSE (véase el gráfico 1).

## El Fondo Social Europeo 2007-2013
El ciclo de programación del FSE actual se inició en 2007 y concluirá en 2013 bajo el lema “Invirtiendo en las personas”. Durante este período, se están invirtiendo alrededor de 75 000 millones de euros (casi el 10% del presupuesto de la UE) en proyectos de mejora del empleo. La financiación se divide en seis ámbitos de prioridad específicos:

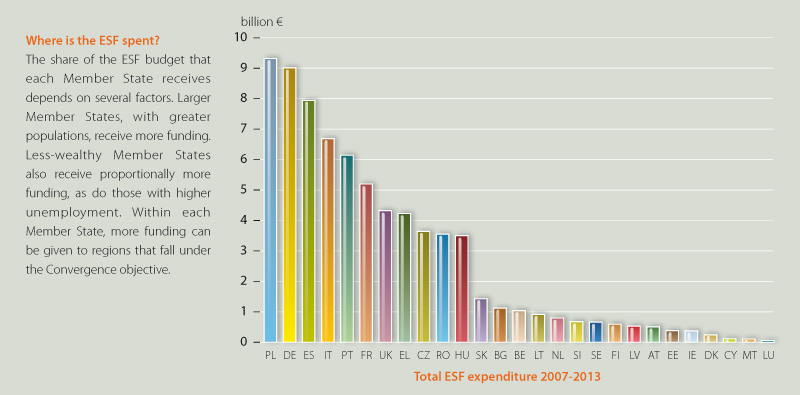

1. Mejora del capital humano (34% de la financiación total)
2. Mejora del acceso al empleo y la sostenibilidad (30%)
3. Mayor capacidad de adaptación de los trabajadores, las empresas y los empresarios (18%)
4. Mejora de la inclusión social de las personas menos favorecidas (14%)
5. Refuerzo de la capacidad institucional a escala nacional, regional y local (3%)
6. Movilización para efectuar reformas en los ámbitos del empleo y la inclusión (1%)

La distribución real de los fondos variará en función de cada región para reflejar sus prioridades específicas. Las seis prioridades se pueden aplicar a los objetivos de convergencia, y competitividad regional y empleo. No obstante, las regiones de convergencia normalmente harán hincapié en la prioridad de “mejora del capital humano”.
En el gráfico 2 aparece la asignación del gasto del FSE por Estado miembro para 2007-2013. 
El carácter de redistribución del FSE se puede apreciar en el gráfico 3, donde aparece el gasto per cápita en los Estados miembros